# Marco Djuricin
Marco Djuricin (Bécs, 1992. december 12. –) osztrák válogatott labdarúgó, a Spartaka Trnava játékosa.

## Pályafutása

### Korai évek
Marco Djuricin szerb és horvát felmenőkkel rendelkezik, de Bécsben született, így később folyamatosan az osztrák válogatottakban futballozott. Djuricin kilencévesen kezdett el komolyabban foglalkozni a labdarúgással, első klubja az SV Donau volt. Itt négy évet töltött, majd felfigyelt rá Ausztria legsikeresebb egyesülete, a Rapid Wien. A következő esztendőket – egy egyéves Austria Wien-kitérőtől eltekintve – a zöld-fehéreknél töltötte.
Tizenhat évesen rövid ideig az FC Stadlau játékosa lett, ám aztán Németországba, a Herthába szerződött.

### Hertha BSC
Itt igen hamar megmutatta, hogy remek képességű labdarúgó válhat belőle. 17 évesen már a felnőtt csapattal edzőtáborozhatott, teljesítményével lenyűgözte edzőjét, a játékosként Eb-győztes Markus Babbelt. A 181 centiméteres futballista hamar be is mutatkozott a felnőttek között. A Bundesliga 2 nyitófordulójában csereként lépett pályára, és varázslatosan futballozott, két góljával 3-2-es győzelemhez segítette a Herthát. Djuricin ebben az idényben összesen kilenc meccset kapott a berlinieknél, és négy góljával részese volt a csapat élvonalba való visszajutásának.
A következő idényben elsősorban a Hertha második csapatában számítottak rá, ahol 16 meccsen kilenc gólt is lőtt, de bemutatkozhatott a Bundesligában – a Nürnberg és a VfB Stuttgart ellen kapott lehetőséget, utóbbi meccsen Hajnal Tamás is ott volt az ellenfél együttesében.
Fejlődése érdekében a 2012-13-as szezonban kölcsönadták a Jahn Regensburg csapatának, amellyel a német másodosztályban futballozott.

### Újra Ausztriában
2013 nyarán visszatért Ausztriába, miután szerződtette őt a Sturm Graz. Itt újabb lépcsőfok következett pályafutásában, hiszen a csapattal bemutatkozhatott az Európa-ligában. Első idényében 18 osztrák bajnokin hatszor volt eredményes.
A következő idénye fantasztikusan indult. Az ősszel 21 tétmérkőzésen 17 gólt lőtt, nem csoda, hogy az egyre merészebb álmokat szövögető Red Bull Salzburg is kinézte magának Djuricint, aki 2015 januárjában írt alá az RB-hez - a transfermarkt.de szerint 2,5 millió eurót fizettek érte. A salzburgiaknál tavasszal 13 találkozón lépett pályára, és a szezon végén bajnoki címet, valamint Osztrák Kupa-győzelmet ünnepelhetett velük. A Red Bullal is pályára lépett az Európa Ligában, ráadásul már a kieséses szakaszban. A Villarreal elleni párharc egyik mérkőzésén gólt lőtt, a visszavágón pedig gólpasszt adott. A salzburgiakkal nyáron a Bajnokok Ligája selejtezőjében is szerepelt.
2015 nyarán ismét légiósnak állt, az angol másodosztályú Brentford vette őt kölcsön. A kőkemény angol második ligás együttesben 22 bajnokin lépett pályára, de játszott az FA-kupában is.

### Ferencvárosi TC
A 2016–2017-es idényben a zöld-fehérek színeiben 32 tétmérkőzésen tizenegy gólt szerzett és hat gólpasszt adott, a bajnokságban 28 találkozón nyolcszor volt eredményes. A tavaszi idényben egyre kevesebb játéklehetőséget kapott Thomas Doll vezetőedzőtől, így a kölcsön szerződését nem hosszabbították meg, 2017 nyarán visszatért a Salzburghoz.

### Grasshoppers
2017. július 9-én a Salzburg a svájci Grasshoppernek adta kölcsön. 23 mérkőzésen öt gólt szerzett a szezonban. A következő idény előtt a Grasshoppers végleg megvásárolta Djuricin játékjogát, aki kétéves szerződést írt alá. A 2018–2019-es szezonban 24 tétmérkőzésen hat gólt szerzett a svájci együttesben, majd az idény végeztével távozott a klubtól.

### Karlsruher
2019. június 14-én kétéves szerződést írt alá a német másodosztályban szereplő Karlsruher csapatához. A 2019–2020-as szezonban 19 alkalommal jutott játéklehetőséghez. A következő idény elsőfelében csupán hét alkalommal léphetett pályára, így szerződését 2021 júniusában közös megegyezéssel felbontották.

### Austria Wien
2021 februárjában írt alá a bécsi csapathoz, amelynek színeiben a szezon hátralevő részében 17 bajnokin hétszer volt eredményes. 2021 nyarán új, három évre szóló szerződést írt alá. Az osztrák csapatban 53 mérkőzésen 19 szerzett.

### HNK Rijeka
2022. augusztus 31-én hároméves szerződést kötött a horvát HNK Rijeka csapatával.

### Spartaka Trnava
2023. július 6-án bejelentették, hogy 1 éves kölcsönszerződést kötött a Spartaka Trnava csapatával.

### A válogatottban
Djuricin az U17-es, az U18-as, az U19-es és az U21-es osztrák válogatottban összesen 26-szor játszott, és kilenc gólt lőtt. Többek között a 2010-es, U19-es Európa-bajnokságon is eredményes volt, amellyel kiharcolta csapatának az U20-as világbajnokságon való részvételt.
2015-ben az osztrák válogatottban is bemutatkozhatott. Március 27-én azonnal tétmérkőzésen, a Liechtenstein elleni Európa-bajnoki selejtezőn játszott csereként, majd néhány nappal később a bosnyákok elleni barátságos találkozón is szerepet kapott.

## Magánélete
Marco szerb-horvát származású, édesapja, Goran korábban szintén focizott, jelenleg a német alsóbb ligás Ebreichsdorf edzője.

### Mérkőzései az osztrák válogatottban
| #  | Dátum             | Ellenfél               | Eredmény | Kiírás              | Esemény |
| -- | ----------------- | ---------------------- | -------- | ------------------- | ------- |
| 1. | 2015. március 27. | Liechtenstein          | 5 – 0    | Eb-selejtező        | 76'     |
| 2. | 2015. március 31. | Bosznia és Hercegovina | 1 – 1    | barátságos mérkőzés | 46'     |

## Sikerei, díjai
- Hertha BSC:
  - Bundesliga II: 2012–13
- Red Bull Salzburg:
  - Osztrák Bundesliga: 2014–15, 2015–16

- - Osztrák kupa: 2015, 2016
- Ferencvárosi TC:
  - Magyar kupa: 2017

## Külső hivatkozások
- Marco Djuricin pályafutásának statisztikái a Soccerbase oldalon (angolul)

- Marco Djuricin az UEFA adatbázisában (angolul)
- Marco Djuricin – a FIFA adatbázisában
- Transfermarkt profil